# WodorasdelLag
WodorasdelLag, errichtet 1952, war ein Sonderlager des MWD für politische Gefangene. Diese Sonderlager mit verschärftem Regime waren in der Nachkriegszeit durch das Innenministerium MWD (ehem. NKWD) geschaffene spezielle Einrichtungen im allgemeinen Gulag-System in der Sowjetunion. 

## Bezeichnung
WodorasdelLag, russisch Водоразделлаг (kurz) beziehungsweise Водораздельный лагерь, trug ursprünglich die Bezeichnung Ossoblag Nr. 12, d. h. Sonderlager Nr. 12 (aus особый лагерь № 12, особлаг № 12). WodorasdelLag leitet sich von Водораздельный ла́герь Wodorasdelny lager, d. h. Wasserscheidelager ab. Diese Bezeichnungen für die ursprünglich nummerierten Sonderlager wurden erst später und meist zufällig vergeben, als eine Art Code, meist ohne irgendeinen Bezug zur Realität (anders als bei anderen Sonderlagern wurde der Name nicht vom Telegraphen-Code abgeleitet – der lautete „Omega“).

## Geschichte, Tätigkeit
Das Lager wurde als letztes der zwölf Sonderlager am 25. Oktober 1952 aufgrund des Dekrets Nr. 00219 des Innenministeriums MWD vom 21. Februar 1948 gegründet und befand sich in der Nähe der Eisenbahnstation Mikun an der Petschora-Eisenbahn in der nordwestrussischen Autonomen Republik Komi. Geschlossen wurde das Lager am 29. April 1953. Es unterlag der Hauptverwaltung GULLP und GTU.
Die Lagerhäftlinge wurde bei Arbeiten im Bereich Holzgewinnung und in Forstarbeiten eingesetzt, ferner beim Bau einiger Abschnitte der Petschora-Eisenbahn. Am 29. April 1953 wurde das Lager geschlossen.

## Insassenzahlen
Die Häftlingszahl betrug:
- 1. März 1953 – 1.162 Häftlinge
- 1. März 1953 – 728 Häftlinge

Die ursprünglich geplante Kapazität sollte 35.000 Häftlinge umfassen (25.000 des „Sonder-Kontingents“ und 10.000 des „allgemeinen Kontingents“); diese Zahlen wurden jedoch fallen gelassen, genauso wie die Übernahme von 8.000 Häftlingen aus dem Sonderlager Nr. 10 – KamyschLag.